# Saint-Bauzille-de-Montmel
Saint-Bauzille-de-Montmel é uma comuna francesa na região administrativa de Occitânia, no departamento de Hérault. Estende-se por uma área de 21,52 km². Em 2010 a comuna tinha 1 054 habitantes (densidade: 49 hab./km²).